# Ernst Adam
Pour les personnes ayant le même patronyme, voir Adam (homonymie).
Ernst Adam (né le 13 novembre 1884 à Munich, mort en 1955 à Munich) est un prêtre catholique allemand, fondateur de plusieurs institutions pour la jeunesse.

## Biographie
Issu d'une famille de peintres originaire de Souabe, la partie incluse dans la Bavière, Ernst Adam est l'un des douze enfants d'Emil Adam, peintre animalier. Il grandit dans une vaste maison en centre-ville de Munich et apprend le violoncelle.

### Scolarité

#### École
Dans le quartier de Neuhausen-Nymphenburg, Ernst Adam est l'élève de l'école municipale de 1890 à 1895. Il va ensuite au gymnasium Léopold à Munich, jusqu'à ce qu'il ait une grave déficience cardiaque en 1898 qui l'empêche de suivre normalement les cours. Il fait un apprentissage d'employé de banque et obtient un diplôme. En 1907, il revient en candidat libre au gymnasium Léopold et a son abitur.

#### Études
Ernst Adam étudie la théologie à Munich, Freising et Innsbruck. Durant son séjour de trois ans chez les Jésuites d'Innsbruck, il rencontre Konrad von Preysing et Edward J. Flanagan, alors étudiants.

### Sacerdoce
Ernst Adam reçoit son ordination le 29 juin 1912. Il est ensuite aumônier.

#### Œuvres auprès de la jeunesse
En 1915, il fonde un institut pour la jeunesse « Hansa » qui atteint rapidement 400 élèves. Plusieurs associations de jeunes y voient le jour avec l'accompagnement de Rupert Mayer avec qui il travaille trois années. En 1925, il fonde la « Höhere Handelsschule ». En 1930, il va en Italie se faire opérer pour des raisons de santé et revient à Munich en 1935, année où il crée avec des religieuses le foyer familial « Léontine Adam » afin d'accueillir les étudiants. Le 8 mai 1945, le lieu est utilisé par les forces alliées. Après leur départ en février 1946, le foyer est rebaptisé « Ernst Adam ».